# Dive in Tokyo
Dive in Tokyo (Submergeix-te a Tòquio) és un programa en anglès d'exploració de diferents barris i antigues ciutats que formen l'actual Tòquio, la capital oficial del Japó des del 1868 i l'àrea metropolitana més gran del món. S'emet al canal de l'emissora pública japonesa NHK World TV des de l'abril de 2023 de manera continuada, però se'n van emetre 4 episodis ja el 2022.
Amb els Jocs Olímpics de Tòquio 2020 i els Paralímpics de Tòquio 2020 celebrats el 2021, el nombre de persones que viatgen al Japó des de l'estranger ha augmentat molt. Aquest programa vol introduir a un públic generalista la llarga història de Tòquio, amb els seus capítols focalitzats en una zona concreta.
Es caracteritza perquè persones d'altres països fan de presentadors del programa i descobreixen diferents aspectes de Tòquio, com ara la fusió de tradició i la nous costums, utilitzant paisatges urbans i mapes antics com a pistes. Els episodis duren al voltant de mitja hora, i estan disponibles durant un any després de la seva emissió a la pàgina web del programa.

## Episodis emesos[3]
| Any d'emissió | Núm. d'episodi | Títol de l'episodi                                        | Data d'emissió |
| ------------- | -------------- | --------------------------------------------------------- | -------------- |
| 2022          | E01            | Kuramae - Secrets of the Old Storage District             | 08.06.2022     |
|               | E02            | Yanaka - Building on the Past                             | 29.06.2022     |
|               | E03            | Kandagawa - A River Watching Over Tokyo                   | 27.07.2022     |
|               | E04            | Toyosu - The Ever-Evolving City                           | 02.09.2022     |
| 2023          | E01            | Omori, a Taste of the Sea                                 | 11.02.2023     |
|               | E02            | Oji - Charmed by Foxes and Cherry Blossoms                | 18.04.2023     |
|               | E03            | Shimbashi - A Junction of Old & New                       | 02.05.2023     |
|               | E04            | Takanawa - The Gateway to Tokyo                           | 23.05.2023     |
|               | E05            | Chōfu - The City of Cinema and Water                      | 30.05.2023     |
|               | E06            | Kanda - A Historic Town with Heart                        | 06.06.2023     |
|               | E07            | Ikebukuro - A Town with an Artistic Soul                  | 20.06.2023     |
|               | E08            | Shin-Okubo - A Rich Tapestry of Cultures                  | 05.07.2023     |
|               | E09            | Asakusa, a Tour of Summer Traditions                      | 19.07.2023     |
|               | E10            | Fukagawa - Criss-crossed by Canals                        | 02.08.2023     |
|               | E11            | Tokyo Skytree and the Waterways of Edo                    | 16.08.2023     |
|               | E12            | Denenchofu - An Upscale Garden Suburb                     | 06.09.2023     |
|               | E13            | Kabutocho - An Evolving Financial Hub                     | 20.09.2023     |
|               | E14            | Azabu - A Tale of Slopes and Embassies                    | 04.10.2023     |
|               | E15            | Nishi-Shinjuku - The Skyscraper Story                     | 18.10.2023     |
|               | E16            | Hachiōji - The City of Mulberry and Silk                  | 01.11.2023     |
|               | E17            | Akihabara - A Tech and Pop Culture Wonderland             | 15.11.2023     |
|               | E18            | Hibiya - A Bustling Center of Social Activity             | 30.11.2023     |
|               | E19            | Ginza - A Treasure Trove of Architecture                  | 13.12.2023     |
|               | E20            | Nerima - The City of Agriculture and Animation            | 27.12.2023     |
| 2024          | E01            | Kyojima - A Window into Tokyo's Good Old Days             | 31.01.2024     |
|               | E02            | Machiya - Cultivating the Spirit of Craftsmanship         | 14.02.2024     |
|               | E03            | Yotsuya - Echoes of Old Edo                               | 28.02.2024     |
|               | E04            | Tsukiji - A Town Reclaimed from the Sea                   | 13.03.2024     |
|               | E05            | Yaesu - The Other Gateway to Tokyo Station                | 03.04.2024     |
|               | E06            | Senju - A Sojourn in a Former Post Town                   | 17.04.2024     |
|               | E07            | Takashimadaira - A Community Centered on "Danchi" Housing | 01.05.2024     |
|               | E08            | Ochanomizu - A Lively Hub of Learning                     | 15.05.2024     |
|               | E09            | Mt. Mitake - The Sanctuary in the Sky                     | 29.05.2024     |
|               | E10            | Kamata - A Town with Working-Class Spirit                 | 12.06.2024     |
|               | E11            | Shinjuku East Exit - A Colorful Hub of Excitement         | 25.06.2024     |
|               | E12            | Sawara, Chiba - An Old Merchant Town with Festive Spirit  | 10.07.2024     |
|               | E13            | Shibaura - The Tides of Transformation                    | 24.07.2024     |
|               | E14            | Harajuku - A Wellspring of Creative Energy                | 07.08.2024     |
|               | E15            | Nishi-Ogikubo - Fertile Ground for Small Businesses       | 21.08.2024     |
|               | E16            | Akasaka - A Town of Heartfelt Hospitality                 | 11.09.2024     |
|               | E17            | Okutama - An Oasis in Tokyo's Backyard                    | 25.09.2024     |
|               | E18            | Landmarks of the Tokyo Tower Area                         | 09.10.2024     |
|               | E19            | Fussa - American Vibes and Multicultural Charm            | 23.10.2024     |
|               | E20            | Machida - A Suburban City with Satoyama Spirit            | 06.11.2024     |
|               | E21            | Ueno Park - At the Crossroads of Edo and Meiji            | 20.11.2024     |
|               | E22            | Zoshigaya - A Town Protected by a Repentant Demoness      | 04.12.2024     |

## Data i hora d'emissió[4]
- Dimecres 9:30-10:00 (inicialment), 14:30-15:00, 19:30-20:00
- Dijous 0:30-1:00, 6:30-7:00